# Central tèrmica
Una central tèrmica o central termoelèctrica és una planta industrial que serveix per a generar electricitat a partir de vapor d'aigua escalfat per un combustible (fuel, gas natural, carbó, etc.). Algunes centrals tèrmiques particulars són les de cicle combinat.

## Història

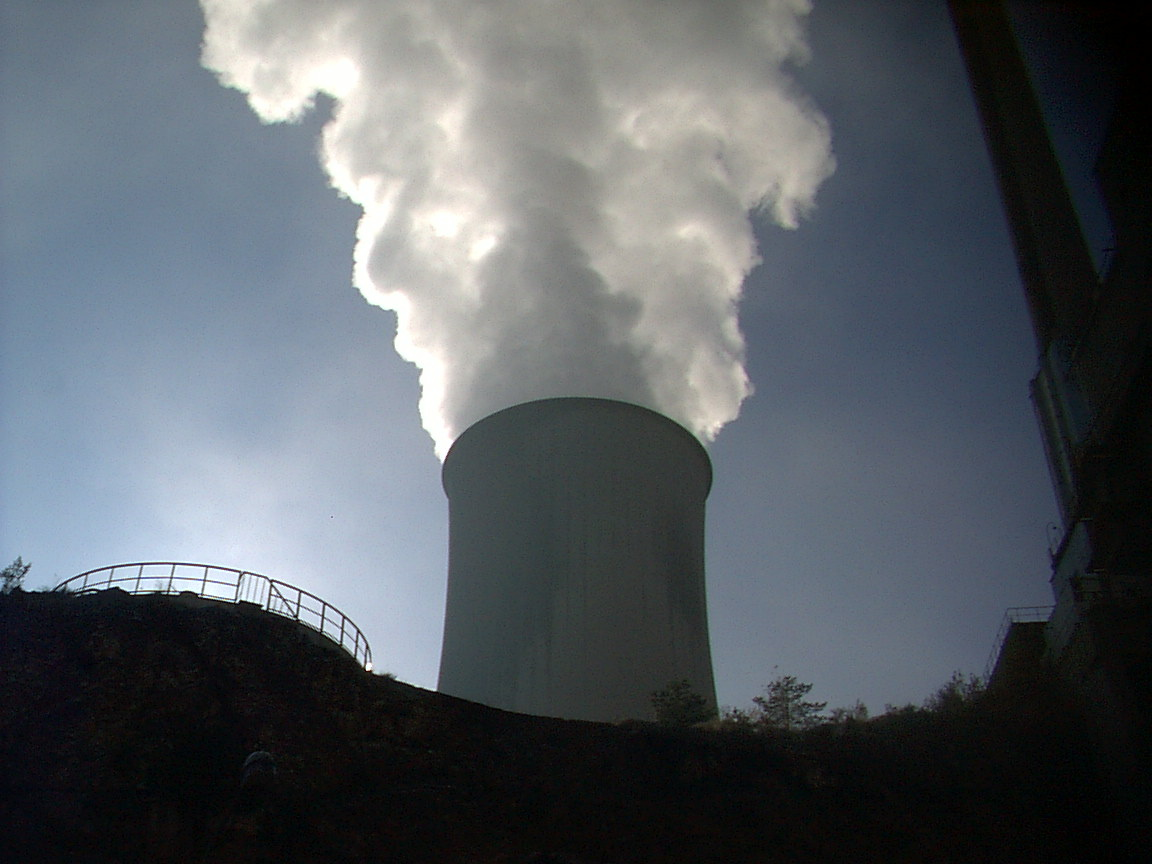
Torre de refrigeració del vapor d'aigua, perquè surti a una temperatura propera a l'ambiental, a la central tèrmica de Cercs (Clausurada).

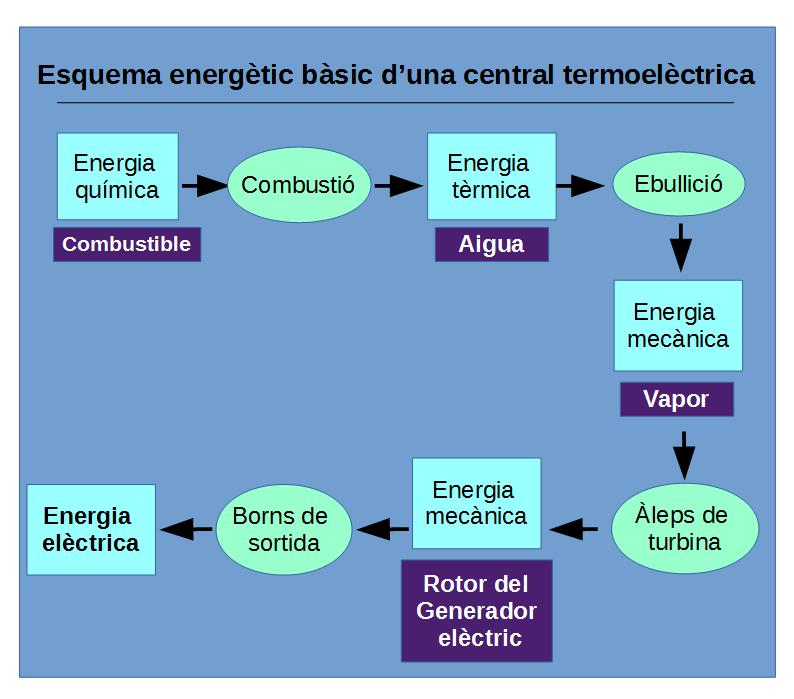
Esquema bàsic de fluxos d'energia en una central termoelèctrica general

La primera central termoelèctrica va ser construïda per Sigmund Schuckert a la ciutat d'Ettal a Baviera i va entrar en funcionament el 1879. Generava vapor cremant carbó. Les primeres centrals comercials van ser la Central de Pearl Street a Nova York i l'Edison Elèctric Light Station, a Londres, que van entrar en marxa en 1882.

Aquestes primeres centrals utilitzaven motors de vapor de pistons. El desenvolupament de la turbina de vapor va permetre construir centrals més grans i eficients, per la qual cosa a 1905 la turbina de vapor havia reemplaçat completament als motors de vapor de pistons en les grans centrals elèctriques.

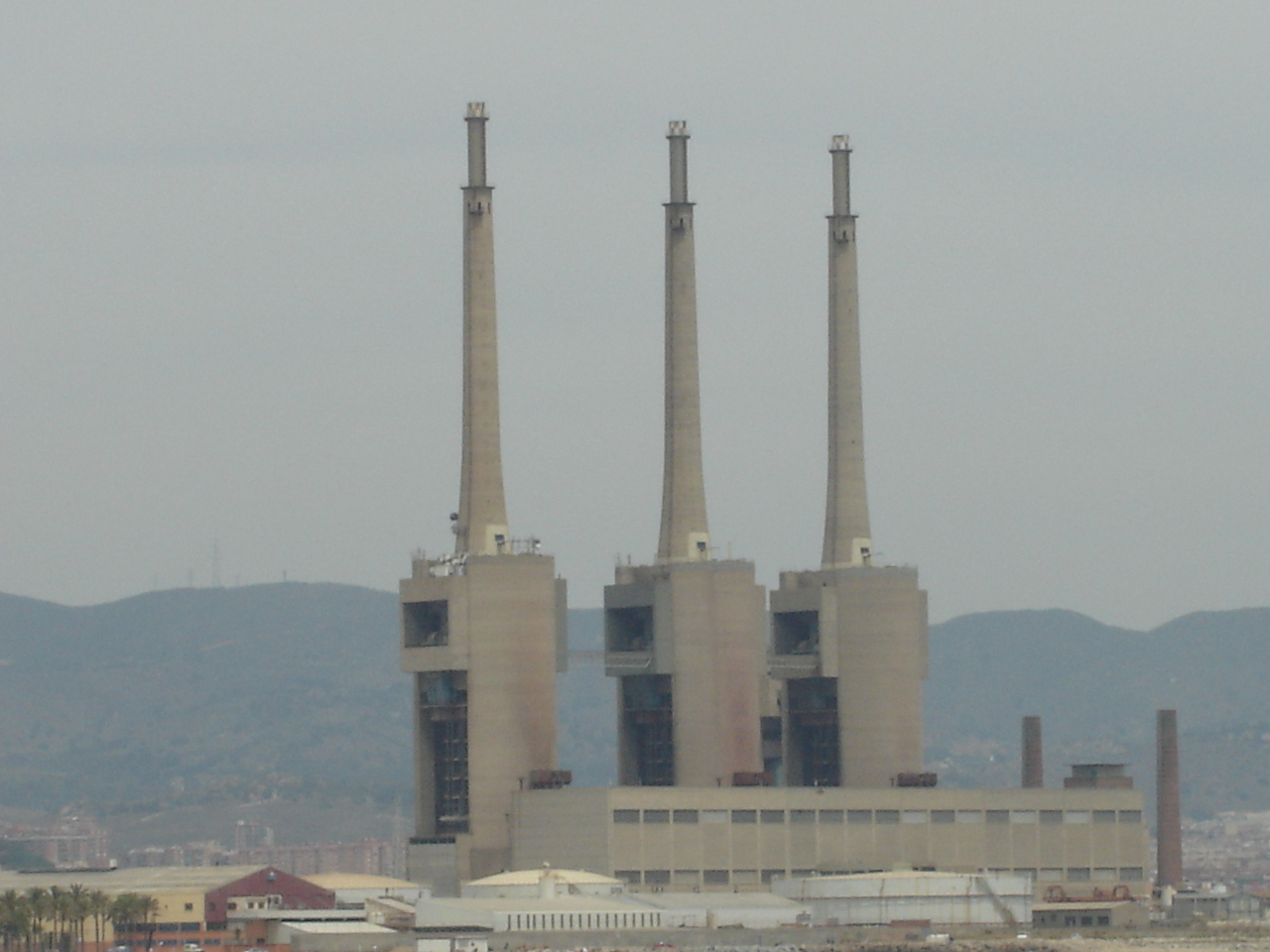
Central tèrmica de Sant Adrià del Besòs (Clausurada).

## Funcionament
Les centrals tèrmiques abasten d'electricitat de manera continuada i sense haver de dependre del clima, de la meteorologia, ni de la geologia locals. En contrapartida, algunes utilitzen combustibles fòssils, amb els problemes de sostenibilitat i de medi ambient que generen. El gas natural contamina menys que el carbó, el petroli i els seus derivats, és més fàcil de transportar i emmagatzemar i n'hi ha en reserves una mica majors, tot i que també molt escasses. L'urani no contamina l'atmosfera, però la gestió de residus radioactius és problemàtica. Avui s'aprofita l'energia dels residus sòlids orgànics (les escombraries orgàniques que separem de la resta) per, en comptes de ser enterrades, cremar-les i obtenir electricitat.
L'eficiència total de les centrals no és gaire alta. La més elevada és la de les centrals tèrmiques de gas natural, que pot assolir fins a un 50,7%, amb gas de la millor qualitat; seguides de les de carbó amb un màxim del 26,8%, tot i que avui aquest carbó és massa escàs i car d'obtenir perquè siguin rendibles econòmicament; i la més baixa és la del fuel, d'un 25,7%. Les centrals nuclears tenen una eficiència del 26,1%. Cal afegir que després l'electricitat tornarà a patir transformacions (en llum, en calor, en energia mecànica; etc.), amb la qual cosa l'eficiència total baixarà encara molt més. També cal recordar que, si bé l'energia elèctrica no contamina l'atmosfera al lloc d'utilització final (per exemple, a la cuina on usem una torradora), sí que ho fa a l'atmosfera de les centrals on és generada, i d'allà es propaga arreu (globalització).

## Altres tipus de centrals elèctriques
Les centrals tèrmiques quan hom dediquen a generar electricitat s'anomenen termoelèctriques. Segons com s'aconsegueixi la font de calor, les centrals s'anomenen:
Central termoelèctrica convencional. Consumeix combustibles fòssils.
Central termonuclear o central nuclear és una central elèctrica que funciona de manera similar a una tèrmica, però que utilitza l'energia interna de l'urani, que es desprèn forçant que es trenqui el seu nucli, per a escalfar l'aigua i obtenir l'electricitat.
Central termosolar. Fa servir la radiació solar per escalfar aigua, aconseguir-ne l'ebullició i convertir-la en vapor a alta pressió.
Central de biomassa. El combustible base és la biomassa. Restes d'origen biològic majoritàriament residus sòlids urbans (RSO), residus agrícoles o residus silvícoles - gestió de boscs-.
Central geotèrmica. En lloc de combustible, s'aconsegueixen les temperatures necessàries de la calor que emana de les profunditats de la litosfera cap a l'exterior del planeta en determinades formacions geològiques.

## Centrals tèrmiques de cicle combinat
En l'actualitat s'estan construint nombroses centrals termoelèctriques de les denominades de cicle combinat. Aquestes utilitzen com a combustible gas natural, gasoil o fins i tot carbó per a generar gas a altres pressions i accionar una turbina de gas. Després els gasos d'escapament de la turbina de gas encara tenen una elevada temperatura, s'utilitzen per produir vapor que mou una segona turbina, aquest cop de vapor. Cadascuna d'aquestes turbines està acoblada al seu corresponent alternador per generar energia elèctrica.
Normalment, durant el procés de partida d'aquestes centrals només funciona una de les turbines de gas. La majoria de les centrals d'aquest tipus poden intercanviar el combustible (entre gas i dièsel) fins i tot el mode de funcionament.
Com que la diferència de temperatura que es produeix entre la combustió i els gasos d'escapament és més alta que en el cas d'una turbina de gas o una de vapor, s'aconsegueixen rendiments molt superiors, d'entorn del 60%.
Avantatges del cicle combinat:
- Menor impacte visual i costos menors d'inversió.
- Menors emissions i estalvi energètic en forma de combustible.
- Major rendiment de la planta i flexibilitat en l'operació.
- Major eficàcia per a una àmplia categoria de potències.

## Centrals tèrmiques actives més importants dels Països Catalans
Abreviatures. CT: Central Tèrmica. CC: Cicle Combinat.

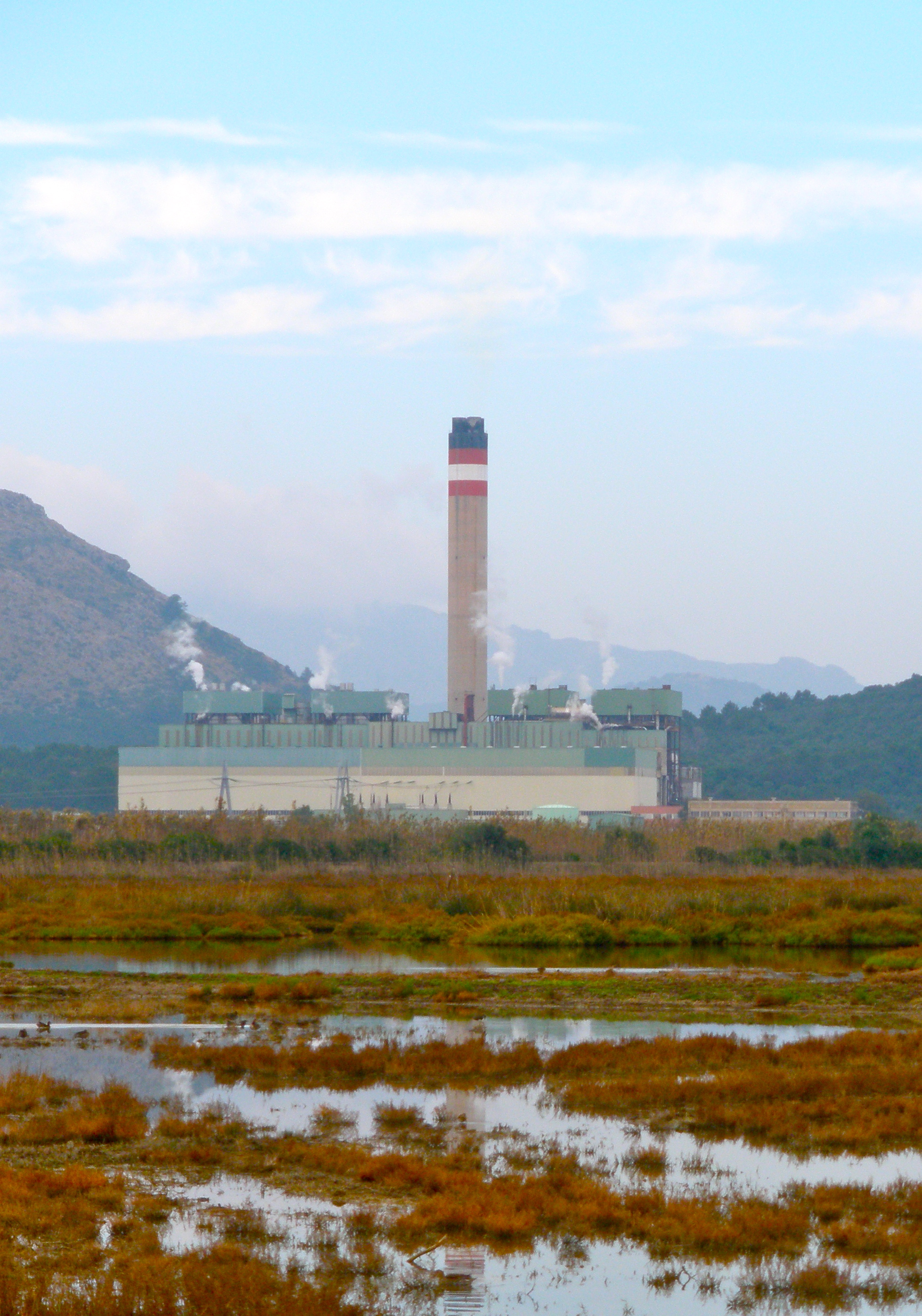
CT Alcúdia-Mallorca
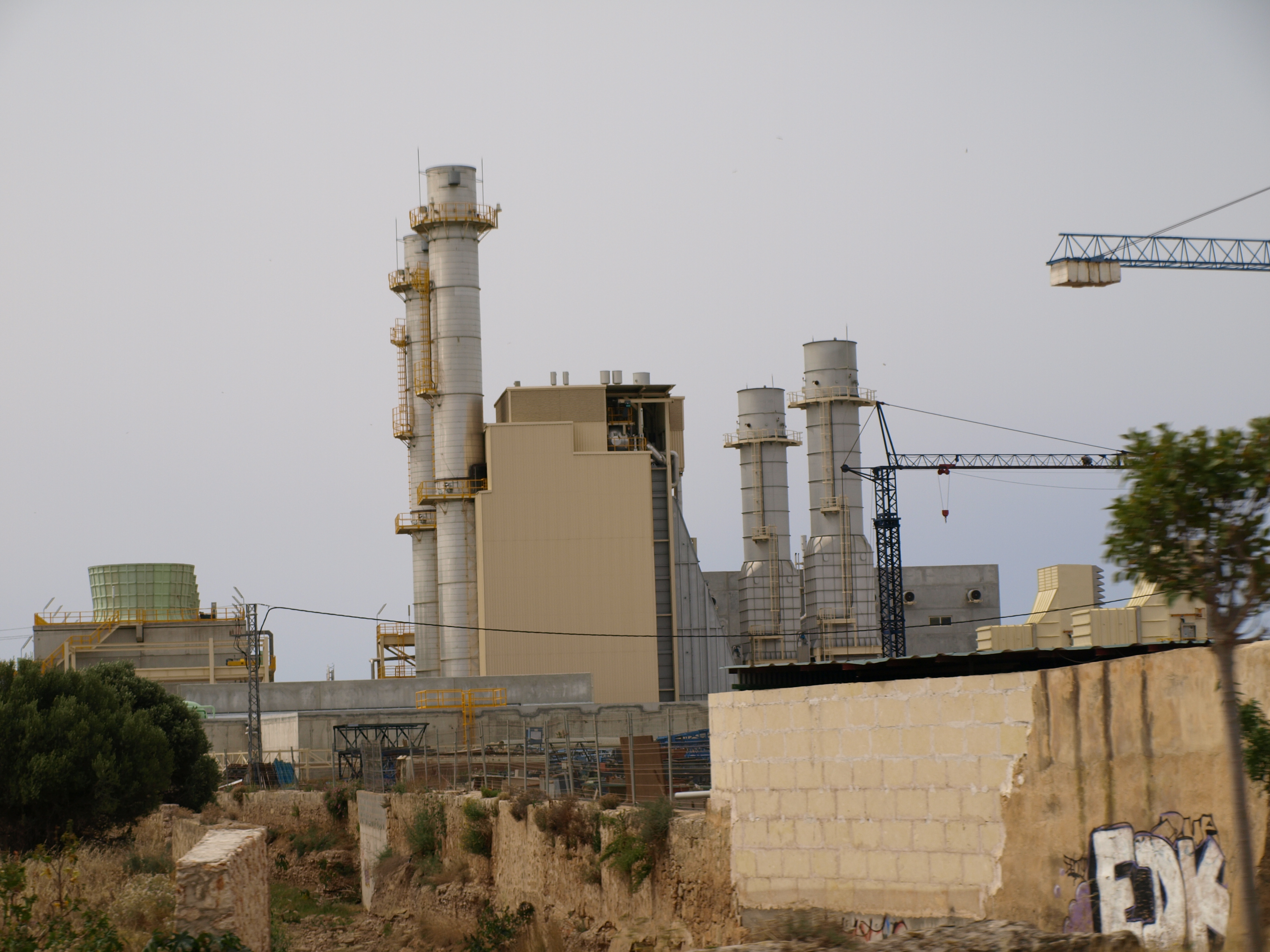
CT Ca es Tresorer
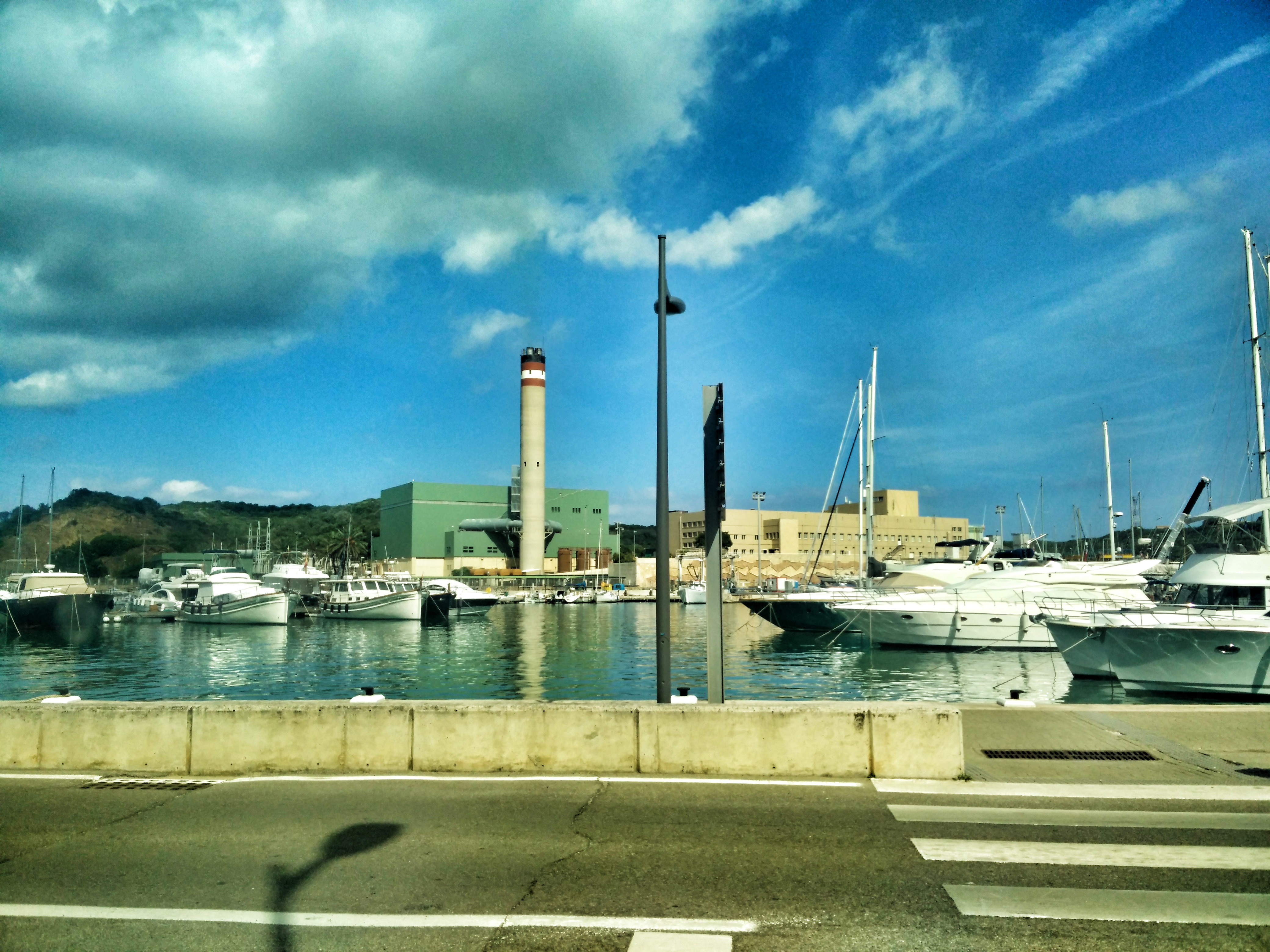
CT de Maó, Menorca
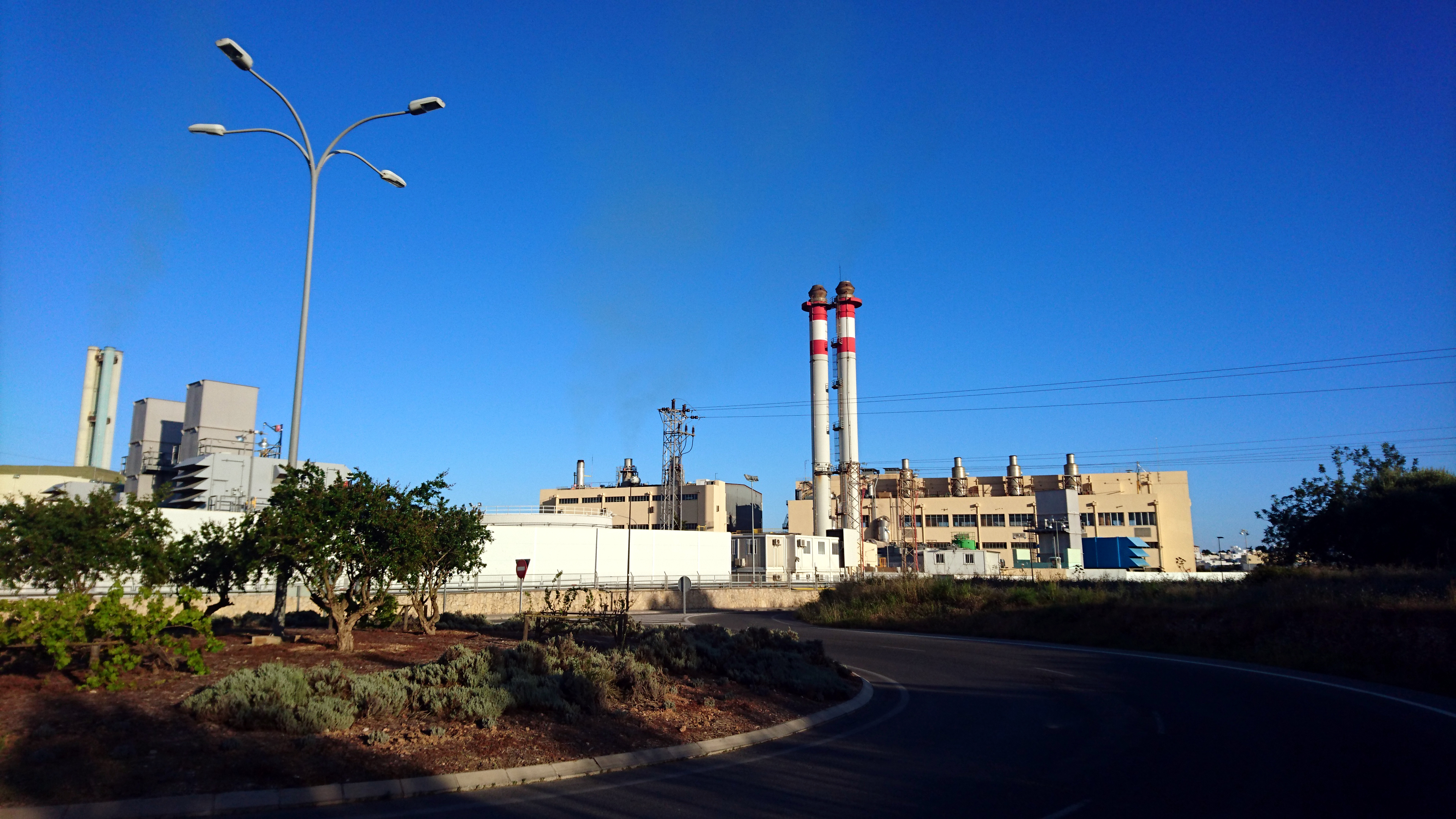
CT d'Eivissa
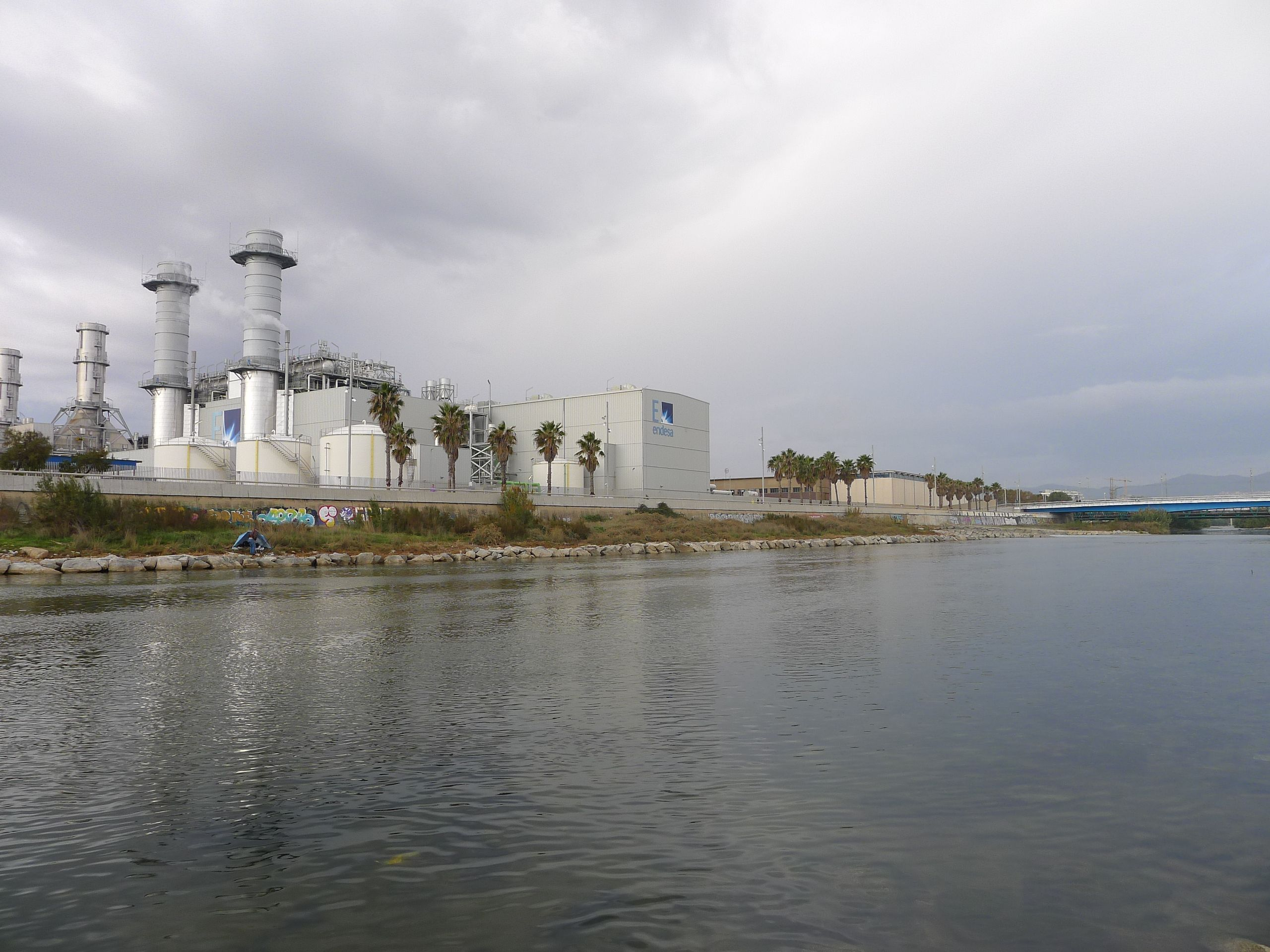
CT Sant Adrià de Besòs. Vista des de la mar.
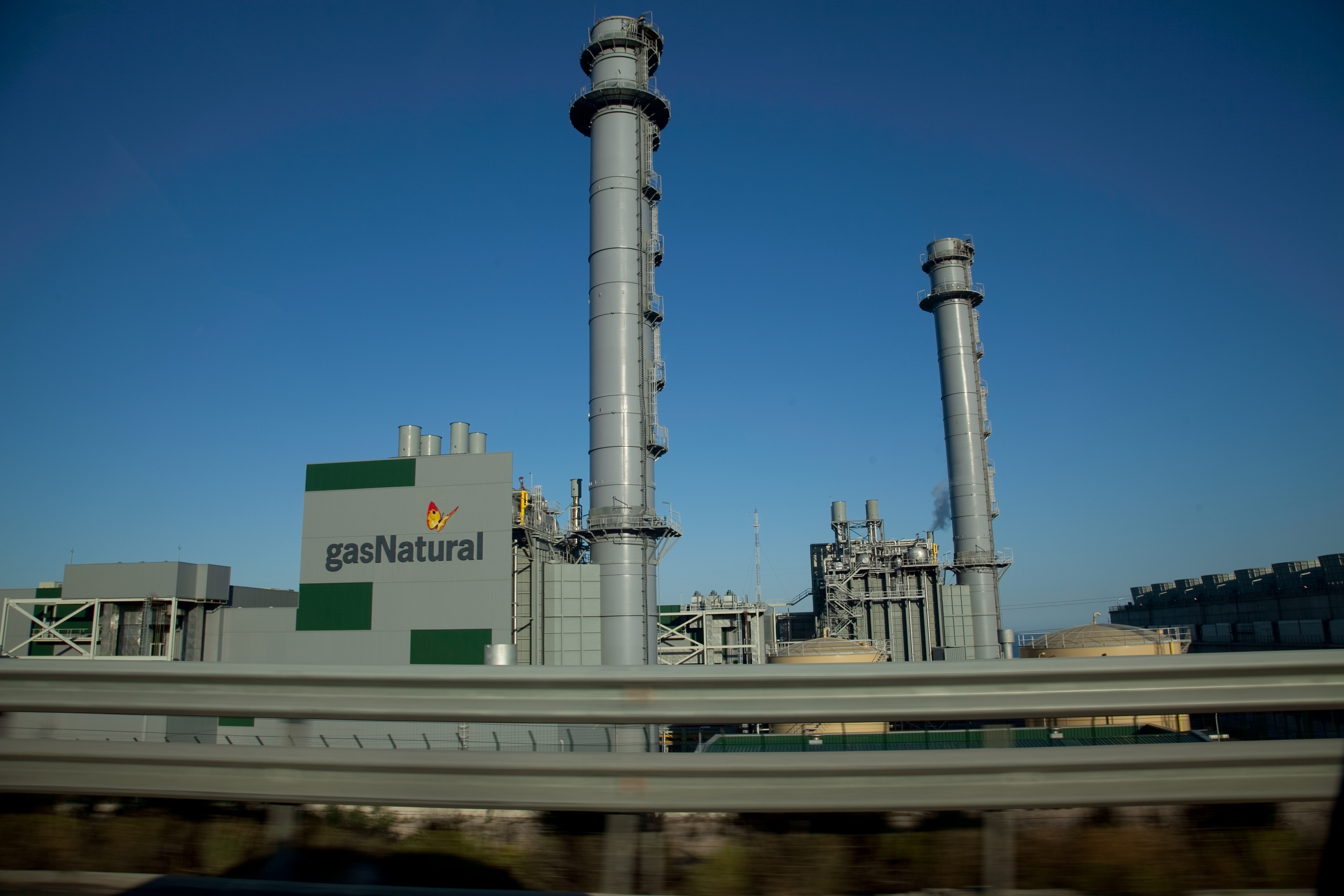
CT Plana del Vent, Vandellós - Baix Camp

Actualització gener de 2018.
| - Central tèrmica d'Alcúdia, Mallorca - Central tèrmica de Cas Tresorer, Palma (2 mòduls CC) - Central tèrmica de Son Reus,Palma (2 mòduls CC) - Central tèrmica de Maó - Central tèrmica d'Eivissa - Central tèrmica del Besòs (3 mòduls de CC) | - Central tèrmica de Tarragona (CC) - Central tèrmica Tarragona Power, La Canonja (CC) - Central tèrmica Plana del Vent, Vandellòs (CC) - Central tèrmica de Castelló, Grau de Castelló (2 mòduls CC) - Central tèrmica de Sagunt (3 mòduls de CC) |

### Tèrmiques tancades
- Central tèrmica de Foix, a Cubelles. Deixà de funcionar el juny de 2015 i acabà d'enderrocar-se el 2020.[5]
- Central tèrmica de Cercs. Deixà de funcionar el 2011.
- La Tèrmica de Roca Umbert, de Granollers, actualment és un museu.
- Central tèrmica de la Catalana (1917-1966). Enderrocada.
- Central tèrmica convencional de Sant Adrià de Besòs (Les tres xemeneies).

Diagrama i parts més importants d'una central tèrmica de carbó i cicle convencional.
---------------------
Explicació del procés: El carbó es transporta (14) des d'un magatzem extern i queda una pols molt fina quan passa per grans esferes metàl·liques a la fàbrica de combustible polvoritzat (16). Allí es barreja amb aire preescalfat (24) accionat pel ventilador forçat (20). La barreja de combustible amb aire calent es força a alta pressió a la caldera, on s'encén ràpidament. L'aigua d'alta puresa flueix verticalment a la paret de la caldera, on es converteix en vapor, i es passa al tambor de la caldera, on el vapor està separat de qualsevol aigua restant. El vapor passa per una varietat a la coberta del tambor en el sobreescalfador (19), on la seva temperatura i pressió augmenten ràpidament a uns 200 bar i 570 °C, suficients perquè les parets del tub resplendeixin un vermell apagat. El vapor es canalitza a la turbina d'alta pressió (11), la primera d'un procés de tres turbines. Una vàlvula reguladora de vapor (10) permet tant el control manual de la turbina com el punt de configuració automàtic. El vapor s'esgota de la turbina d'alta pressió, i es redueix tant en llur pressió com en temperatura, es torna al calefactor de la caldera (21). El vapor reescalfat es passa a la turbina de pressió intermèdia (9), i des d'allí es passa directament al conjunt de la turbina de baixa pressió (6). El vapor sortint, ara una mica per sobre del seu punt d'ebullició, es posa en contacte tèrmic amb aigua freda (bombejat des de la torre de refrigeració) al condensador (8), on es condensa ràpidament a aigua líquida, creant condicions properes al buit a l'interior el cofre del condensador. L'aigua condensada passa després per una bomba de condensat (7) a un desairejador (12), després es bomba mitjançant una bomba d'alimentació (28) i es preescalfa, primer en un escalfador d'alimentació (13) alimentat per vapor extret del conjunt d'alta pressió, i després a l'economitzador (23), abans de tornar al tambor de la caldera. L'aigua de refredament del condensador es polvoritza a l'interior d'una torre de refrigeració (1), creant una ploma altament visible del vapor d'aigua, abans de ser bombada al condensador (8) en un cicle d'aigua de refrigeració. Els tres conjunts de turbines solen acoblar-se al mateix eix que el generador elèctric trifàsic (5) que genera una tensió de nivell intermedi (normalment de 20 a 25 kV). Això és intensificat pel transformador de la unitat (4) a una tensió més adequada per a la transmissió (típicament de 250-500 kV) i s'envia al sistema de transmissió trifàsica (3). El ventilador d'escombrat induït (26) a través d'un precipitador electroestàtic (25), el gas d'escapament de la caldera és dibuixat a través de la pila de xemeneies (27).

| 01 | Torre de refrigeració       | 08 | Condensador de superfície     | 15 | Tremuja de carbó          | 22 | Presa d'aire de combustió   |
| 02 | Bomba hidràulica            | 09 | Turbina de mitja pressió      | 16 | Pulveritzador de carbó    | 23 | Economitzador               |
| 03 | Línia de transmissió        | 10 | Vàlvula de control de gasos   | 17 | Tambor de carbó           | 24 | Preescalfador d'aire        |
| 04 | Transformador               | 11 | Turbina de vapor alta pressió | 18 | Tremuja de cendres        | 25 | Precipitador electroestàtic |
| 05 | Generador elèctric          | 12 | Desgassificador               | 19 | Superescalfador           | 26 | Ventilador de fluix induït  |
| 06 | Turbina vapor baixa pressió | 13 | Escalfador                    | 20 | Ventilador de flux forçat | 27 | Xemeneia d'emissions.       |
| 07 | Bomba de condensació        | 14 | Cinta transportadora de carbó | 21 | Reescalfador              | 28 | bomba d'alimentació d'aigua |